# Platja de la Punta des Falcó
La platja de la Punta des Falcó, o platja de sa Vinya Espatllada, és una petita platja natural del municipi de Begur (Baix Empordà), situada sota la punta des Falcó, entre el cap de Begur, al nord-est, i la platja Fonda, al sud-oest. Accessible només per mar, ja que els penya-segats no permeten l'accés per terra. Té una longitud de 18 m i una amplada de 15 m, formada per sorra gruixuda i grava.
El nom de sa Vinya Espatllada prové de que antigament hi havia vinyes plantades, que un despreniment de terres va destruir, deixant el paisatge actual.